# Kalawao
Kalawao es un área no incorporada ubicada en el condado de Kalawao en el estado estadounidense de Hawái.

## Geografía
Kalawao se encuentra ubicado en las coordenadas 21°10′49″N 156°57′4″O / 21.18028, -156.95111.